# Firnas-142
 (février 2008).
Si vous disposez d'ouvrages ou d'articles de référence ou si vous connaissez des sites web de qualité traitant du thème abordé ici, merci de compléter l'article en donnant les références utiles à sa vérifiabilité et en les liant à la section « Notes et références ».
Dimensions
Le Firnas-142 est un avion léger biplace, dérivé de l'avion tchécoslovaque Zlín Z 142 (en) et construit sous licence en Algérie par l'Entreprise de construction aéronautique (ECA). Le Firnas-143 en est une version quadriplace.

## Présentation
Cet avion est destiné principalement à l'entraînement des pilotes militaires et civils, et au aéro-clubs, mais est utilisé également pour d'autres missions telles que la navigation aérienne, les opérations postales et de communication, la surveillance maritime et terrestre, l'évacuation sanitaire ainsi que pour des activités  touristiques.

## Utilisateurs
- Algérie

À ce jour [Quand ?], plus de 40 Fernas 142 ont été fabriqués par l'ECA dont 20 pour le compte de l'Armée de l'air algérienne.